# Arhopala apharida
Arhopala apharida är en fjärilsart som beskrevs av Corbet 1941. Arhopala apharida ingår i släktet Arhopala och familjen juvelvingar. Inga underarter finns listade i Catalogue of Life.